# منحنى ذاكرة الجمهور
يلخص منحنى ذاكرة الجمهور بحثًا عن أكثر ما يتذكره جمهور من المستمعين العاديين من الرسالة التي يطرحها مقدم العرض. في إستراتيجية التواصل، من المهم استخدام مقدمة في بداية العرض التقديمي. وهي النقطة التي يتذكر فيها جمهور المستمعين معظم الأفكار.
استخدم الأفكار وقم بتوصيلها وفقًا للترتيب التنازلي لأهميتها. واترك ثاني أهم رسالة للنهاية.
وإذا ما استخدمت مدخلاً غير مباشر، فمن الضروري أن تتضمن نهاية العرض التقديمي الفكرة الأساسية كحل.
ويعد منحنى ذاكرة الجمهور مهمًا عند التخطيط الفعال للتواصل بين الشركات.